# Stade de l'Indépendance (Nicaragua)
Le stade de l'Indépendance (espagnol : Estadio Independencia) est un stade de football basé à Estelí au Nicaragua.
L'enceinte d'une capacité de 4 800 places accueille les matchs du Real Estelí.